# Affiliate marketing
Affiliate marketing is een vorm van internetmarketing waarbij adverteerders hun partners (affiliates) belonen voor de gegenereerde verkopen of leads (zoals lidmaatschappen - abonnementen) die de affiliate heeft aangeleverd. Affiliates kunnen dit bewerkstelligen door onder andere advertenties van adverteerders op hun website te plaatsen. Als er uit het doorverwijzen van klanten naar de adverteerders een verkoop of lead volgt, ontvangt de affiliate hiervoor een vergoeding van de adverteerder. Er kan ook per click of per pageview betaald worden. Voorbeelden van typische affiliateconcepten zijn bijvoorbeeld vergelijkingssites, cashbacksites of nieuwsbrieven.

## Betrokken partijen

### Adverteerders
De partij die zelf haar producten en diensten aanbiedt op internet, meestal in de vorm van een webwinkel, wordt de adverteerder genoemd. De adverteerder stelt promotiemateriaal beschikbaar voor de affiliate, dit kunnen bijvoorbeeld reclamebanners, tekstlinks of formulieren zijn. De adverteerder bepaalt vooraf wat voor vergoeding er wordt uitgekeerd bij welke acties.

### Affiliates (publishers - uitgevers)
Affiliates kunnen met behulp van het door de adverteerders ter beschikking gestelde promotiemateriaal bezoekers doorsturen naar de adverteerder. Wanneer hierdoor een actie plaatsvindt in de webwinkel van een adverteerder zal de affiliate hiervoor de vooraf vastgestelde vergoeding ontvangen.

### Affiliate-netwerken (tussenpersonen)
Een affiliate-netwerk is de verbindende schakel tussen adverteerders en affiliates. Affiliate-netwerken zorgen voor afhandeling van betalingen aan affiliates en het meten van de transacties (verkopen, clicks, views en leads) in hun software. Affiliate-netwerken maken het mogelijk voor affiliates om meerdere adverteerders te promoten binnen één interface. Het kan ook voorkomen dat adverteerders zelf in het bezit zijn van deze software.

### Affiliate-CMS platforms (platforms voor publishers)
Een uitgever heeft software nodig om het advertentiemateriaal van een affiliate-netwerk te kunnen gebruiken. Verschillende partijen bieden zulke software aan. Dit kan een affiliate-CMS zoals Stellia zijn of een blogger programma zoals WordPress. De softwareprogramma's maken het mogelijk promotiemateriaal om te zetten in zichtbare advertenties.

## Vergoedingsstructuur
Affiliate-marketing is gebaseerd op het principe van no cure, no pay, wat inhoudt dat een affiliate slechts wordt betaald als hij de dienst tot een goed einde heeft gebracht. De vier vergoedingsstructuren bij affiliate-marketing zijn:

### Cost per click (CPC)
Cost per click (CPC) staat los van het aantal gegenereerde verkopen of leads, er wordt namelijk een vast bedrag - vaak enkele centen - uitgekeerd per klik op het promotiemateriaal (de banner- of tekstlink) van de adverteerder. De afkorting eCPC staat voor de effective-Cost-Per-Click. De eCPC wordt berekend aan de hand van de gemiddelde opbrengst of uitgave per geleverde of ontvangen bezoeker.

### Cost per lead (CPL)
Een lead-vergoeding wordt uitgekeerd wanneer een bezoeker via de affiliate contact opneemt met de adverteerder door bijvoorbeeld een formulier in te vullen. Dit hoeft niet direct te leiden tot omzet, zoals bij CPS (Cost-per-sale), het doorverwijzen van een potentiële klant is voldoende. Het is vervolgens de taak van de adverteerder om de getoonde interesse om te zetten in een verkoop. Hier houdt de affiliate zich niet mee bezig. Vaak worden lead-vergoedingen uitgekeerd bij de promotie van diensten die zelf niet via internet geleverd kunnen worden, bijvoorbeeld loodgieterswerk of het plaatsen van een keuken.

### Cost per sale (CPS)
Bij Cost per sale (CPS) wordt aan de affiliate alleen een vergoeding betaald als de doorgestuurde bezoeker daadwerkelijk voor omzet bij de adverteerder zorgt. In de praktijk betekent dit meestal een productverkoop (sale) aan de doorgeleide bezoeker. De vergoeding bedraagt meestal een klein percentage van het verkoopbedrag.

### Cost per view (CPV)
In het geval van Cost-per-view (CPV) wordt aan de affiliate door de adverteerder een vergoeding uitgekeerd per keer dat een bepaalde advertentie bekeken is.

## Controle
Noch de affiliate zelf, noch het affiliate-netwerk hebben een sluitende controle op de tot stand gekomen transacties en goed- of afgekeurde leads. Zij zijn volledig afhankelijk van datgene wat de adverteerder via het platform aan dat systeem laat weten. Het beloningsmodel geldt dan ook als fraudegevoelig. Zowel door verzwijging aan adverteerderszijde, als door zelf-gegenereerde views of clicks aan affiliate-zijde.